# Казаковское (Запорожская область)
Казаковское (укр. Козаківське) — село в Новогупаловском сельском совете, Вольнянский район, Запорожская область, Украина.
Код КОАТУУ — 2321585603. Население по переписи 2001 года составляло 159 человек.

## Географическое положение
Село Казаковское находится на расстоянии в 0,5 км от села Новогупаловка.
По селу протекает пересыхающий ручей с запрудой.
Рядом проходит железная дорога, станция Новогуполовка.

## История
- 1918 год — дата основания.